# Ангидротическая эктодермальная дисплазия
Ангидротическая эктодермальная дисплазия — аномалия развития, возникающая из-за генетического поражения наружного зародышевого листка — эктодермы.

## Клиническая картина
- аномалии зубов (вплоть до полного отсутствия);
- повышенная температура тела;
- аномалии волос (волосы тонкие, редкие);
- впалая переносица;
- увеличенная лобная кость, выступающие надбровные дуги;
- запавшие щёки;
- сухая тонкая кожа;
- деформированные ушные раковины;
- выпуклые губы;
- гипоплазия крыльев носа.